# Aurelia (Schiff, 2007)
Die Aurelia I (bis 2017: Aurelia) ist ein 2006/07 gebautes Flusskreuzfahrtschiff, das von 2007 bis 2017 zur Scylla AG in Basel gehörte, und das im Zeitcharter von Phoenix Reisen auf Donau, Rhein, Main und Mosel eingesetzt wird. Sie ist ein Schwesterschiff der bulgarischen Rousse Prestige und der schweizerischen Sound of Music.

## Geschichte
Das Schiff wurde bei der Shipyard Merwede in Hardinxveld (NL) unter der Baunummer 711 gefertigt. Der Ausbau erfolgte bei Vahali in Gendt. Am 2. April 2007 fand in Köln die Schiffstaufe statt. Taufpatin war Natalie Prinz, die Tochter eines Kreuzfahrtdirektors von Phoenix Reisen.

## Ausstattung  und Technik

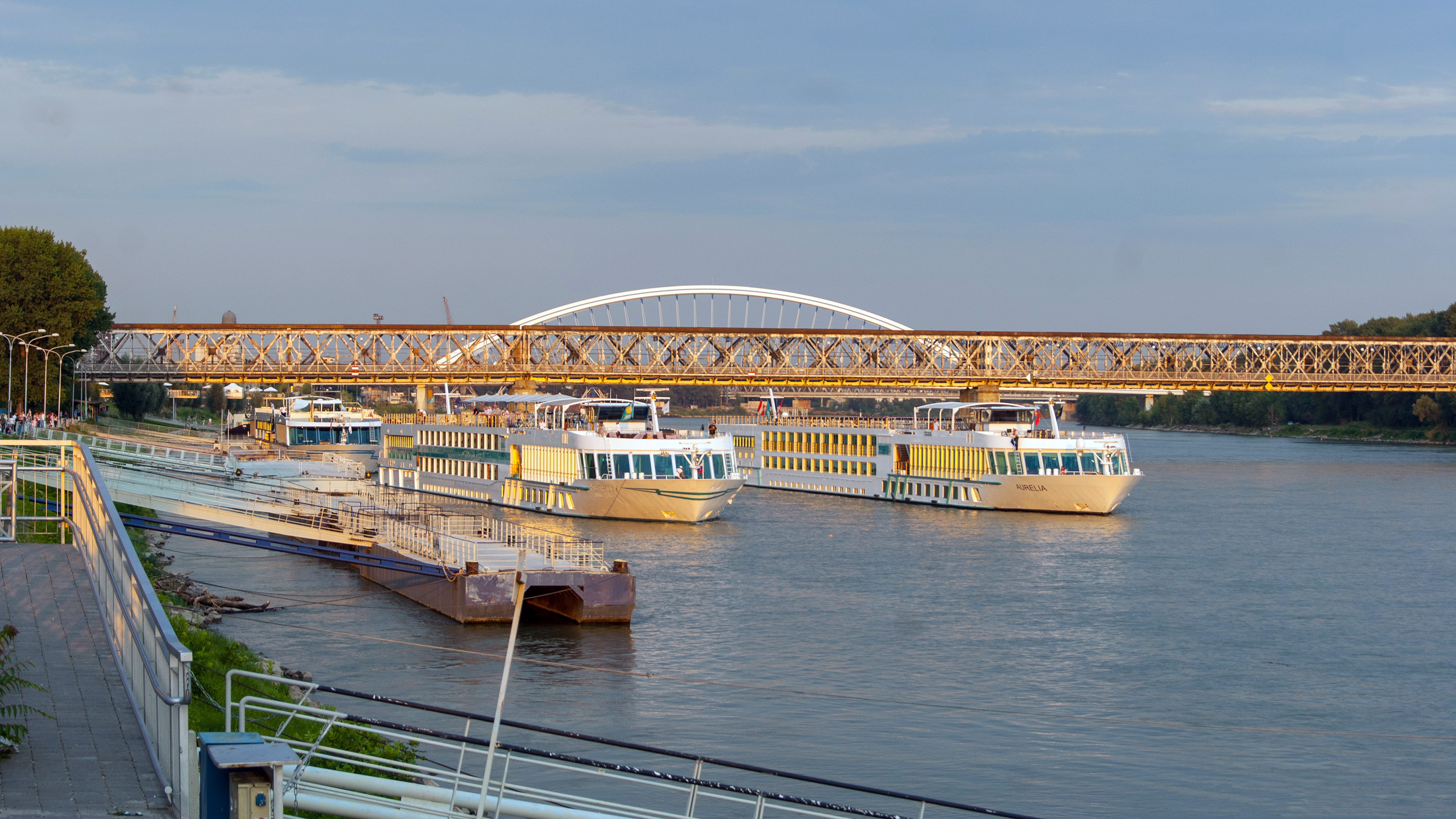
Aurelia und ihr Schwesterschiff Rousse Prestige in Bratislava

Die Aurelia ist ein Vierdeck-Kabinenschiff der 4-Sterne-Kategorie mit 76 Doppelkabinen, einer Dreibett- und einer Vierbettkabine. Die Kabinen sind klimatisiert und jeweils mit Dusche und WC, TV, Telefon und Safe ausgestattet. Die Kabinen auf dem Oberdeck verfügen über einen französischen Balkon. Die Kabinen für die 43-köpfige Mannschaft befinden sich im mittleren Bereich des Unterdecks. Die Bordküche ist unterhalb des im Oberdeck achtern liegenden Restaurants eingerichtet worden. Das Hauptdeck wurde bugseitig und achtern abgesenkt.  Jeweils achtern liegen im Unterdeck und im Hauptdeck die Maschinenräume. Im Oberdeck liegt bugseitig der rundum verglaste Panoramasalon mit Barbereich und Bibliothek. Dem mittschiffs liegenden Eingangsbereich mit Rezeption und Bordshop, schließt sich das Restaurant an. Auf dem Sonnendeck stehen den Fahrgästen Liegestühle, Gartenmöbel und ein Whirlpool zur Verfügung.
Sie wird von zwei Dieselmotoren Volvo Penta D49A MS über zwei kontrarotierende Ruderpropeller von Veth vom Typ VZ-800A-CR angetrieben, zusätzlich verfügt das Schiff über eine Bugstrahlanlage vom Typ Veth-Jet 2-K-1000 die von einem 265 kW starken Elektromotor angetrieben wird. Für die Stromversorgung an Bord stehen zwei Dieselgeneratoren mit jeweils 294 kW und ein Notstromaggregat von Stamford  mit Leistung von 70 kW zur Verfügung.

## Fahrtgebiete
Die Aurelia wird von Oktober bis April auf dem Rhein und von Mai bis September auf der Donau zwischen Passau und dem Donaudelta eingesetzt.